# Formule 3000 v roce 1994
Formule 3000 v roce 1994 byla desátým ročníkem disciplíny Formule 3000. Uskutečnilo se 8 Velkých cen této formule a mistrem světa se stal francouzský jezdec Jean-Christophe Boullion s vozem Reynard 94D.

## Pravidla
Boduje prvních 6 jezdců podle klíče:
- První – 9 bodů
- Druhý – 6 bodů
- Třetí – 4 body
- Čtvrtý – 3 body
- Pátý – 2 body
- Šestý – 1 bod

## Velké ceny
| Datum        | Závod                         | Vítěz                    | Vůz         | Výsledky |
| ------------ | ----------------------------- | ------------------------ | ----------- | -------- |
| 1. květen    | BRDC International Trophy     | Franck Lagorce           | Reynard 94D | Výsledky |
| 22. květen   | Grand Prix Pau                | Gil De Ferran            | Reynard 94D | Výsledky |
| 28. květen   | Barcelona                     | Massimiliano Papis       | Reynard 94D | Výsledky |
| 17. červenec | Gran Premio dell Mediterraneo | Gil De Ferran            | Reynard 94D | Výsledky |
| 30. červenec | Hockenheim                    | Franck Lagorce           | Reynard 94D | Výsledky |
| 27. srpen    | Spa                           | Jean Christophe Boullion | Reynard 94D | Výsledky |
| 24. září     | Estoril                       | Jean Christophe Boullion | Reynard 94D | Výsledky |
| 2. říjen     | Magny Cours                   | Jean Christophe Boullion | Reynard 94D | Výsledky |